# Istoria Mexicului

Mexicul la maxima sa extindere teritorială

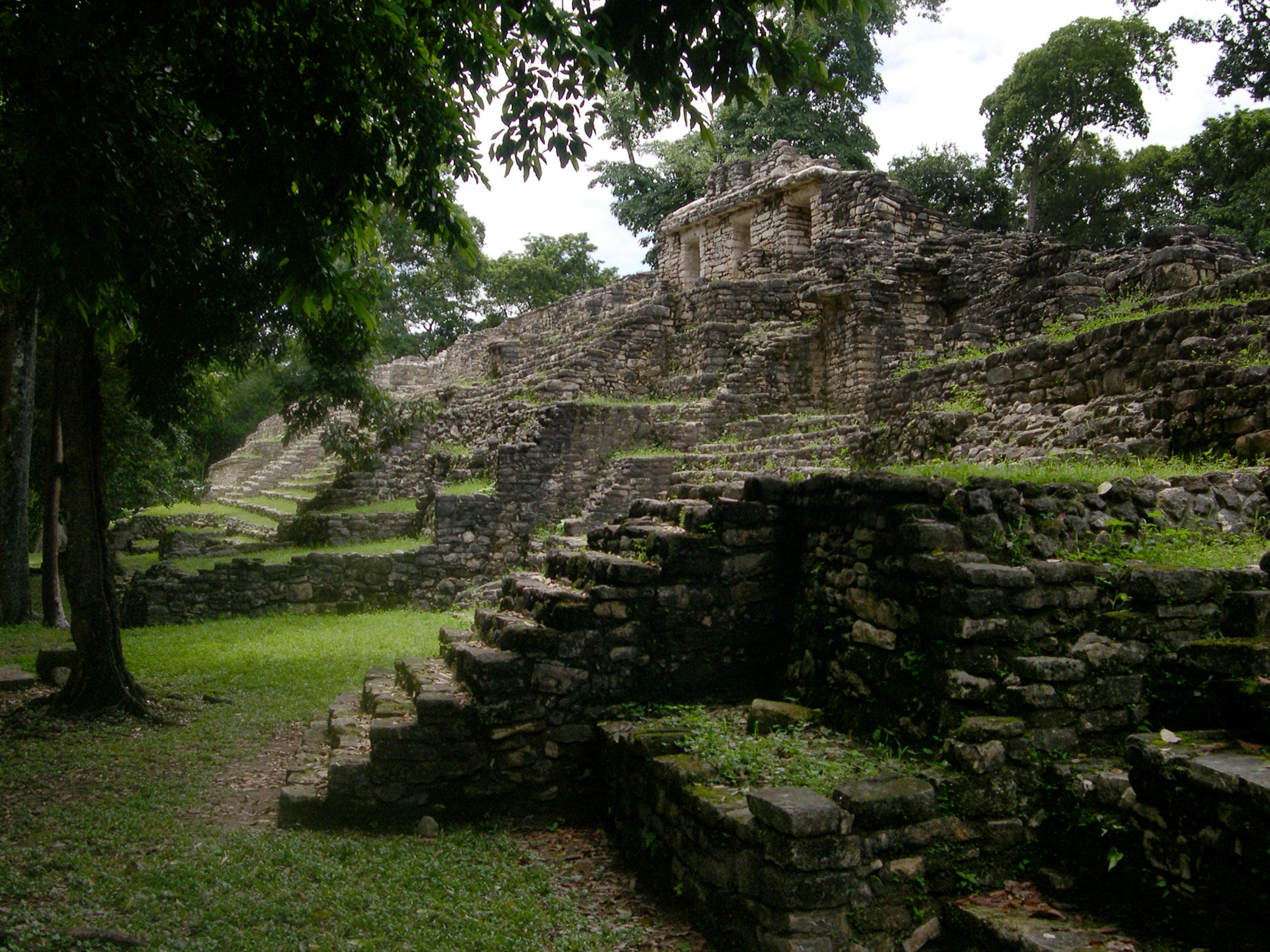
Piramida de la Yaxchilán

Istoria Mexicului (în spaniolă México, de la nahtualul Mexica) numără mai bine de câteva mii de ani și reprezintă o serie de evenimente ce au avut loc pe teritoriul actualului stat Mexic.
La început, pe acest teritoriu trăiau oameni care se îndeletniceau cu culesul și vânatul. Aproximativ 9 mii de ani în urmă a avut loc revoluția neolitică, care a dus la apariția unor orașe mari, ca ulterior să se formeze state precum Imperiul Aztec și Civilizația mayașă.
În secolul al XVI-lea Mexic a fost colonizat de spanioli. Dominația colonială a Spaniei, care a durat 300 de ani, s-a finisat cu războiul de eliberare și implementarea monarhiei mexicane, care mai apoi a devenit republică.
La sfârșitul secolului al XX-lea se simte o tendință de democratizare a țării, în secolul al XXI-lea țara trecând la un sistem politic pluripartidist.:357

## Perioada precolumbiană (până în 1519)
După ultimele cercetări așezarea cea mai veche de pe teritoriul statului Mexic a fost „Tlapacoya” o descoperire arheologică a unei așezări omenești amplasată în partea centrală a țării unde s-au găsit unelte primitive cu vârf obsidian ce datează după unii din anii 22.000 și 20.000 î.Hr. Primele urme de activitate agricolă datează ca. din anii 1500; 1900 î.Hr. Orașul precolumbian Tlatilco unde s-au găsit urme ale culturii olmece, toltece și aztece a fost locuit prin secolul IV fiind apoi abandonat. Prin anii 1500 poporul care domină pe teritoriul Mexicului de azi au fost aztecii.

## Cucerirea Mexicului de spanioli (1519 – 1535)
În anul 1517 au intrat conquistadorii spanioli în sudul Mexicului (peninsula Yucatán) sub conducerea lui „Francisco Hernández de Córdoba”, urmat în anul 1518 de „Juan de Grijalva” care urcă spre nord ajungând la cursul lui Río Pánuco (510 km). Cucerirea propriu zisă a Mexicului a început în anul 1519 sub conducerea lui Hernán Cortés, el va întemeia „Puerto de la Villa Rica de la Vera Cruz“ (Veracruz) primul oraș european în Mexic. Aztecii prin faptul că spaniolii dețineau arme de foc credeau că ei sunt zei nemuritori. Aztecii vor fi învinși prin superioritatea armelor și cu ajutorul altor popoare amerindiene cu care s-au aliat spaniolii promițându-le acestora eliberarea de sub dominația aztecă. Intre anii 1527 - 1546 spaniolii vor cuceri peninsula Yucatan unde trăia populația maya. O urmare a cuceririi spaniole a fost apariția unei grupe etnice noi a metișilor care vorbeau ambele limbi (spaniola limba tatălui și limba amerindiană a mamei).

## Regatul Noua Spanie (1535 – 1822)
Regatul Noua Spanie (spaniolă Virreinato de la Nueva España) a fost denumirea coloniei spaniole din Mexic condusă de un vicerege, care era reprezentantul coroanei spaniole.

## Lupta pentru independență (1810 – 1822)
La 15 septembrie 1810 a început lupta de independență a Mexicului sub conducerea lui Miguel Hidalgo y Costilla un preot cu idei progresiste. După ce Napoleon a cucerit Spania și a pus pe tronul spaniol pe fratele lui influența politicii lui liberale a influențat și Mexicul unde vor apare liberalii și conservatorii. Au urmat o serie de lupte dintre trupele revoluționare mexicane și trupele spaniole sub conducerea generalilor Antonio López de Santa Anna și Agustín de Iturbide. După 11 ani în anul 1821 au reușit mexicanii să elibereze capitala de trupele spaniole, declarația de independență fiind semnată de „sich Agustin de Iturbide” la Córdoba (Veracruz) la data de 24 august 1821.

## Primul Imperiu (1822 - 1823)

Steagul Imperial Mexican

În același an se aliază generalul spaniol Agustin de Iturbidet cu trupele rebele care nu voiau separarea Mexicului de Spania și aveau frică de reformele revoluționarilor. Inițial Agustin a fost numit regent și Parlamentul a început să caute un prinț european care să accepte coroana Mexicului. În 1822 s-a decis ca generalul Agustin de Iturbide să devină împărat. Împăratul Agustin I nu a condus prea bine și în 1823 rebelii sub Antonio Lopez de Santa Ana se revoltă și exilează familia imperială în Europa. Totuși peste an Agustin ia un vapor și ajunge la Veracruz. Acolo e dat pe mâna poliției și executat la data de 19 iulie 1824.

## Prima Republică (1824 - 1864)

Harta Mexicului, 1847

La  4 octombrie 1824 Mexicul s-a proclamat republică, primul președinte fiind Manuel Félix Fernández fiind urmat în același an de Vicente Guerrero. În 1829 a fost ultima încercare spaniolă de a recuceri Mexicul, ei fiind însă învinși la Támpico. Printre următorii președinți mexicani se pot aminti: 
Anastasio Bustamente - Melchior Muzquiz - Antonio López de Santa Anna -  Miguel de Barragan - José Justo Caro - José Justo Caro - Nicolas Bravo - Javier Echeverria - Valentin Canalizo  -  José Joaquin Herrera - Mariano Peredes y Arrillaga - Pedro Maria Anaya - Manuel de la Pena y Pena - Mariano Arista - Juan Bautista Ceballos -  Manuel Lombardini - Martin Carrera - Romulo Diaz de la Vega - Ignacio Comonfort - Felipe Zuloaga și Miguel Miramon.

## IntervențiaSUAși mișcarea pentru reforme (1836 – 1857)

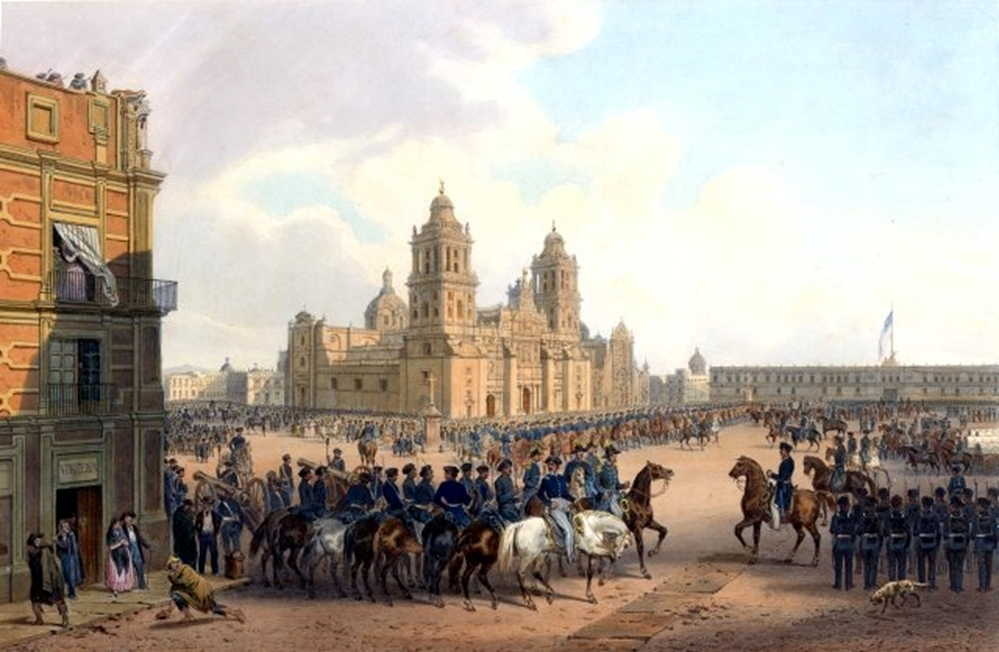
Ocupația americană

Cauza intervenție nordamericane a fost regimul instabil mexican și numeroasele revolte militare, ca de exemplu a generalului rebel Antonio López de Santa Anna care a ajuns prin lovitură de stat președinte-dictator.
În această perioadă SUA a anexat teritoriile din nordul Mexicului. În 1836 Texas declară independența față de Mexic fiind în 1845 integrată de SUA. În timpul războiului americano-mexican între 1846  și 1848 Mexicul a pierdut în favoarea SUA California, New Mexico, Arizona,  Nevada, Utah dar și o parte din Colorado, Wyoming și Kansas. Una dintre cele mai cunoscute ciocniri militare a fost bătălia de la Chapultepec când o trupă de cadeți militari mexicani încurajați și sărbătoriți ca eroi au fost trimiși la moarte ca să lupte  împotriva unei armate numeroase nordamericane formată din soldați cu experiență de război. Prin Contractul de Cumpărare de la Gadsden din 1843 va primi SUA pentru suma de 10 milioane $ în anul 1853 de la Mexic la sud de Gila River, o suprafață de 77.700 km² în vederea construirii unei căi ferate, care n-a fost construită nici azi.

## Revoluția Mexicană (1910 - 1920)
Revoluția Mexicană a început în 1910. Lumea se săturase de dictatorul Porfirio Díaz care era deja în fruntea țării de 26 de ani. La 25 mai 1911 revoluționarii l-au detronat pe dictator. Liberalul Francisco Leon de la Barra a ajuns la putere. Apoi în 1913 oamenii s-au revoltat contra noului guvern iar în iulie 1914 a început oficial războiul civil între guvernul liberal și țărani. Revoluția s-a încheiat în 1917 (sau 1920, după unii istorici).